# Jesper Henriksen
Jesper Henriksen eller Jesper Henrichsen (født cirka 1425, død før 1493) var en dansk magister og adelsmand, der blev den første rektor for Københavns Universitet i 1479.
Jesper Henriksen var søn af Henrik Nielsen til Sandagergård, rigsrådsmedlem i Erik af Pommerns regeringsperiode. Henriksen var oprindeligt kannik i Lund og blev senere dekan ved Københavns Domkirke. Han indtog en række andre poster, blandt andet som kannik i Odense, og de fleste af posterne bestyrede han ved hjælp af vikarer. Som dekan ved domkapitlet gav han tilladelse til, at det nydannede Københavns Universitet kunne afholde forelæsninger i kapitlets skole i 1478, og året efter udpegede Christian 1. ham som Rector magnificus, den første rektor for universitetet, et embede han holdt igen 1482 og 1483.